# 博伊萨诺
博伊萨诺（義大利語：Boissano），是意大利萨沃纳省的一个市镇。总面积8.67平方公里，人口2399人，人口密度276.7人/平方公里（2009年）。ISTAT代码为009011。